# فونافوتي
فونافوتي (بالإنجليزية: Funafuti)‏ هي جزيرة مرجانية تمثل عاصمة توفالو وميناؤها الوحيد. كما تمتلك مطارا صغيرا.

## السكان
يبلغ عدد سكانها 4492 نسمة (2002 التعداد)، مما يجعلها أكثر جزيرة مرجانية اكتظاظا بالسكان في توفالو.

## جغرافية الجزيرة
فونافوتي جزيرة مرجانية شكلها شريط ضيق من الأرض عرضه ما بين 20 و 400 مترا، وتطوق بحيرة طولها 18 كم و14 كم عرضا ومساحة 275 كيلومتر مربع (106.2 ميل مربع) وهي أكبر بحيرة في توفالو.
المساحة الكلية لمجموعة أراضي المكونة للجزيرة بأجزائها الـ33 بحدود 2,4 كيلومتر مربع، أي أقل من واحد في المئة من المساحة الإجمالية للجزيرة.

## معالم الجزيرة
هناك مهبط للطائرات، وفندق، والمباني الإدارية، وكذلك المنازل المشيدة بالطريقة التقليدية من سعف النخيل، ولكن أكثر المباني والمنازل الجديدة من كتل الاسمنت.
المبنى الأبرز على جزيرة مرجانية فونافوتي هي كنيسة توفالو.
من أكثر المواقع الملفتة للنظر هي ما تبقى من طائرات الولايات المتحدة التي تحطمت في فونافوتي خلال الحرب العالمية الثانية، عندما تم استخدام مهبط الطائرات من قبل قوات الولايات المتحدة للدفاع عن جزر جلبرت وجزر مارشال.
سيطرت الولايات المتحدة فونافوتي بموجب قانون جزر غوانو منذ القرن التاسع عشر حتى تم إبرام معاهدة صداقة في 1979، وقد دخلت حيز التنفيذ في عام 1983.

## أعلام
- إيتيموني تيمواني